# La Vénus littéraire
La Vénus littéraire est une revue consacrée à l’érotisme dans l’art, littéraire ou graphique et à l’exigence littéraire et artistique dans ce qui touche au domaine érotique. Inspirée par le manifeste Erolithique, elle propose érotisme et idéal.
La Vénus littéraire a été créé en 2005 par Tang Loaec qui en anime le contenu éditorial et Cécile Oberlin pour la création web . Elle réunit un groupe d'auteurs, poètes, artistes et critiques partageant le goût du beau et les convictions du Manifeste Erolithique .
La Vénus littéraire, en sus de son œuvre critique regroupée sous le nom de Revue Critique de Littérature érotique , cherche également a :
- porter des projets d’écriture partagée ;
- faciliter les collaborations entre auteurs et artistes graphistes, que l’image illustre ou précède l’écrit ;
- offrir la genèse de romans, offerts en ligne sans préjudice d’une publication ultérieure ;
- rendre publics, ouverts à la découverte par des éditeurs tiers ou des lecteurs, des manuscrits en cours de rédaction ou d’achèvement ;
- pouvoir défendre des œuvres qui correspondent à la vision du Manifeste Erolithique, en particulier grâce à la Revue Critique de Littérotique ;

La Vénus littéraire est aussi le sponsor du prix Vénus de nouvelles érotique  qui a couronné en 2007 La Séance de Serge Rivron. 

## Sources
(novembre 2008).
- http://bibliobs.nouvelobs.com/blog/enfer-de-bibliobs
- http://lavenuslitteraire.com/Index.htm
- http://www.tangloaec.com/